# Théodore Fourmois

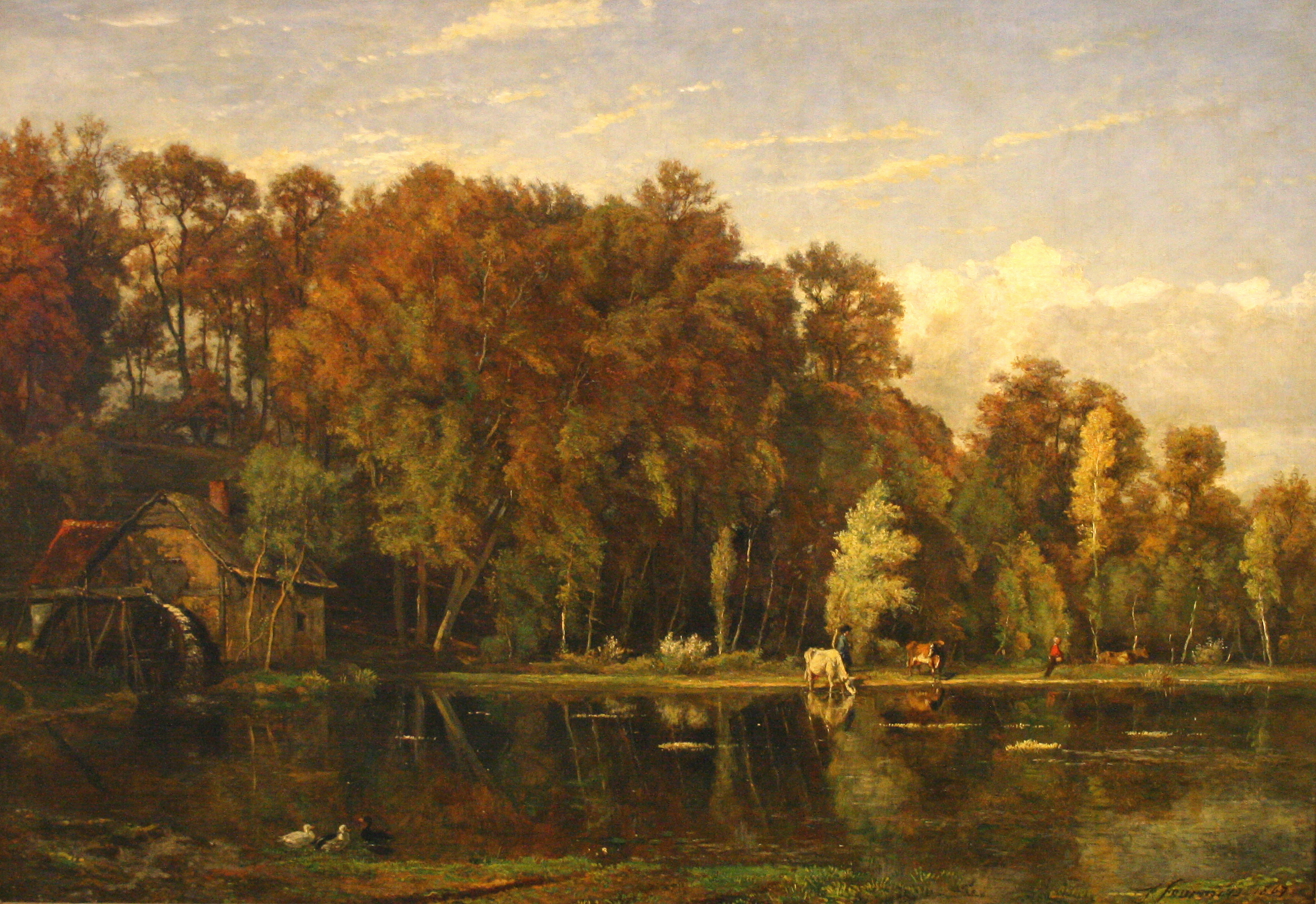
Tópart, 1867

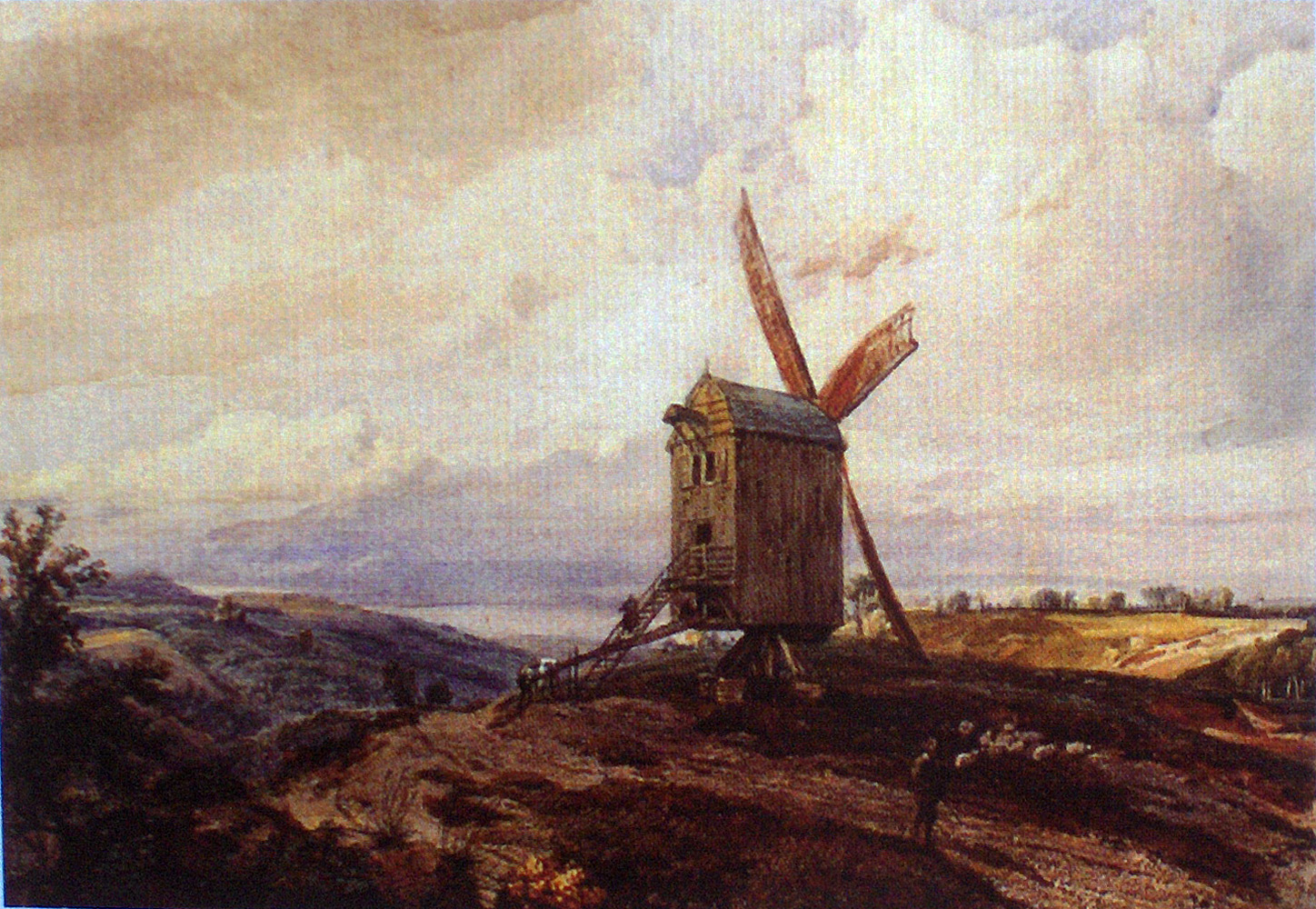
Szélmalom

Théodore Fourmois (Aiseau-Presles, Hajnaut tartomány, 1814. október 14. – Ixelles, 1871. október 16.) belga tájképfestő.

## Pályafutása
Théodore Fourmois Brüsszelben, Antoine Dewasme-Pletinckx litográfiai műhelyében tanult rajzolni. Pályafutása 1836-tól, egy brüsszeli kiállításon való részvételétől ívelt fel. Elsősorban az Ardennekben és a Campine vidékén készített tájképeivel vált ismertté. Ezek az első természet után, a szabadban készített festmények közé tartoztak Belgiumban.
Képeivel a realizmus, konkrétan a tervureni iskola előfutárai közé tartozik hazájában. Kezdeti rajzai után áttért akvarellek, majd olajfestmények készítésére.
Késői munkáira sematikusabb technika és élénkebb színek jellemzőek.
Nagy számban készített litográfiákat régi mesterek és kortársai műveiről egyaránt.
Sok kiállítást rendezett Gentben és Brüsszelben. 1855-ben és 1867-ben részt vett a párizsi nagy festészeti kiállításokon.